# Кульневская волость
Ку́льневская волость — административно-территориальная единица в составе Мглинского (с 1918 – Почепского) уезда.
Административный центр — село Кульнево.

## История
Волость образована в ходе реформы 1861 года.
В 1924 году Кульневская волость была упразднена, а её территория передана в Бежицкий уезд и присоединена к Жирятинской волости.
Ныне вся территория бывшей Кульневской волости входит в состав Жирятинского района Брянской области.

## Административное деление
В 1919 году в состав Кульневской волости входили следующие сельсоветы: Болотиховский, Гнезделичский, Женский, Забытоуголокский, Зикеевский, Ишовский, Кашовский, Кульневский, Кучеевский, Макаровский, Николаевский, Новосоветский, Подузовский, Ратновский, Рубчанский, Савлуковский, Санниковский, Слободский.